# Jean-Pierre de Clippele
Jean-Pierre de Clippele (Orroir, 3 september 1928 – Ukkel, 22 juni 2012) was een Belgisch volksvertegenwoordiger en senator.

## Levensloop
Doctor in de rechten en licentiaat in de toegepaste wetenschappen aan de UCL en notaris van beroep, werd De Clippele lid van de Union démocratique pour le respect du Travail (UDRT), een anti-belastingenpartij die slechts een kort leven was beschoren. In 1985 werd hij vervolgens politiek actief voor de liberale PRL.
Voor de UDRT en daarna de PRL volgde De Clippele een parlementaire loopbaan: van 1981 tot 1987 was hij rechtstreeks gekozen senator voor het arrondissement Brussel, van 1987 tot 1991 was hij provinciaal senator voor Brabant en van 1991 tot 1995 zetelde hij in de Kamer van volksvertegenwoordigers. Ook was hij van 1985 tot 1991 ondervoorzitter van de Senaat en zetelde hij van 1989 tot 1995 in het Brussels Hoofdstedelijk Parlement.
Hij was de vader van senator Olivier de Clippele.